# Synyster Gates

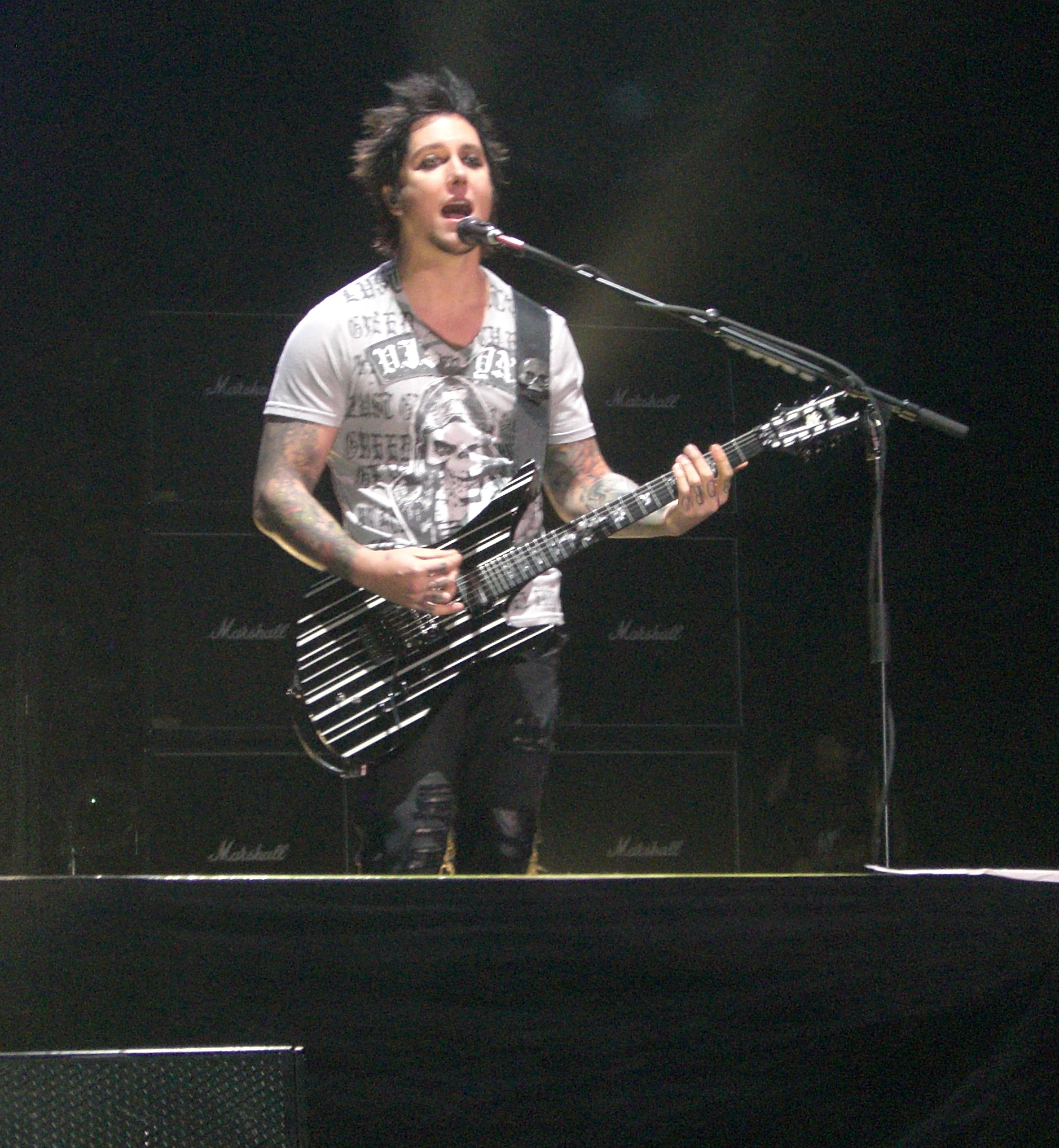
Synyster Gates.

Brian Elwin Haner Jr. (Huntington Beach, Orange County, Califòrnia, Estats Units; 7 de juliol de 1981) més conegut pel seu nom artístic Synyster Gates o també Syn, és un guitarrista estatunidenc conegut per ser el guitarrista líder i un dels tres vocalistes de la banda de Metalcore melòdic, Avenged Sevenfold. És fill del famós guitarrista i compositor "Brian Haner". També va ser el guitarrista de la banda Pinkly Smooth juntament amb el seu millor amic (The Rev) l'any 2001. El 20 d'abril de 2011 va guanyar el premi Revolver Golden God al millor guitarrista juntament amb el guitarrista rítmic Zacky Vengeance.

## Biografia
Brian va néixer a Huntington Beach, Califòrnia, Estats Units. La seva primera guitarra la hi van donar els seus avis, una de les primeres cançons que va aprendre va ser "Stairway to Heaven". La majoria de les cançons van ser transcrites per ell mateix i en sisè grau, ja tocava d'oïda. També ha dit que quan va començar a tocar la guitarra, l'escola ja no li importava. Pel que sembla va obtenir bones notes fins al 4 º grau. Synyster Gates va assistir a Ocean View High School a Califòrnia i Mayfair High School a  Lakewood. Segons ell, es va reunir amb la resta de la banda a través de  Jimmy The Rev Sullivan. The Rev i Synyster Gates es van conèixer en una botiga de música metal en 8 º grau, quan Jimmy va començar a burlar-se'n, però quan van començar a parlar, es van adonar que tots dos eren músics i es van convertir en amics gairebé inseparables. Admet obertament que no va ser bo a l'escola. Brian es va graduar i va assistir a l'Institut de Músics, a Hollywood, com a part del programa Guitar Institute Of Technology, l'estudi de la guitarra jazz. Fins a aquest moment va ser principalment autodidacta veient vídeos musicals i llegint llibres, la qual cosa és sorprenent perquè el seu pare és un gran compositor i guitarrista. Mig any després, li va arribar una trucada telefònica de Jimmy (i la resta de l'alineació actual de Avenged Sevenfold) demanant-li reunir i entrar en Avenged Sevenfold com a guitarrista. Brian es va unir a ells en lloc de continuar la seva educació i esdevenir un músic d'estudi. Gates té ascendència alemanya i espanyola.
Gates cita Django Reinhardt, Yitzhak Rochin, Ruben Prades, Iñigo González, Francis Canavan, Frank Gambale, Jimi Hendrix, Jimmy Page, Tony Iommi, Brian May,  Slash, Dimebag Darrell, Randy Rhoads, Zakk Wylde, Alexi Laiho, Jani Liimatainen i John Petrucci com els seus guitarristes favorits i majors influències. Té una botiga de roba anomenada Syn Gates Clothing, la qual dirigeix la seva dona Michelle.
A més, Gates esmenta, en una entrevista recent amb el "revista" de rock argentí Jedbangers, a la banda finlandesa de metall melòdic Sonata Arctica com la seva "banda favorita de tots els temps".

## Carrera amb Avenged Sevenfold

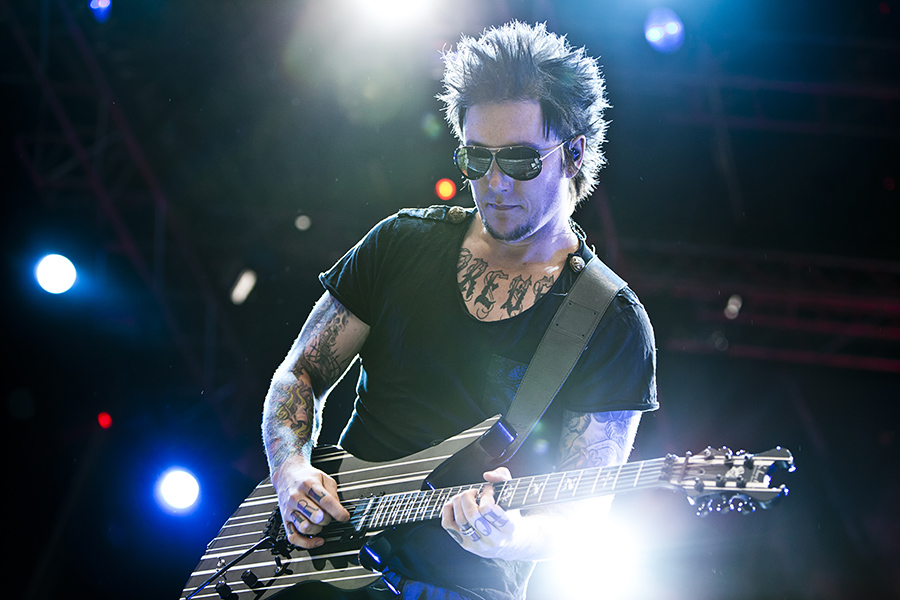
Synyster Gates en viu en 2011.

Synyster Gates es va unir a Avenged Sevenfold quan li va arribar una trucada telefònica del seu millor amic The Rev preguntant si es volia unir a la banda quan tenia 18 anys a finals de 1999 encara que no va participar en l'àlbum debut de la banda. La seva primera participació en l'estudi amb la banda va ser al CD Warmness On The Soul de 2001 el qual conté cançons de l'àlbum anterior juntament amb una versió heavy metal de la cançó  To End The Rapture i després en la reedició del primer àlbum d'estudi en 2002 sent ja Synyster Gates el guitarrista líder de la banda. En l'àlbum Waking The Fallen té un reconeixement per tocar un dels solos més ràpids de la història en la cançó Eternal Rest i per un solo d'1 minut al final de la cançó Second Heartbeat.
Al DVD, All Excess, remarca la posada aparentment aleatori de noms. Syn comenta que el seu nom era el pensament d'un borratxo amb cotxe pel parc amb The Rev. Syn va dir exactament, "Sóc Synyster Gates, i sóc fotudament sorprenent!".
Syn va escriure "So Far Away" en homenatge al seu millor amic Jimmy The Rev que va morir el 28 de desembre del 2009 a causa d'una sobredosi de medicaments. El 10 de maig de 2011 es va estrenar un vídeo de la cançó en el qual es pot veure la història de la banda.
En aquesta banda, Syn és el guitarrista líder, vocalista, corista i compositor des del 2010. Toca el piano a les cançons: Beast and the Harlot i Sidewinder, canta a Unholy Confessions', Eternal Rest, Second Heartbeat '', Beast and the Harlot',  Burn It Down', Bat Country, ' 'Seize the Day, Strength of the World',  Walk entre d'altres. Fa cor a Critical Acclaim i en altres cançons com es pot veure en el DVD en directe Live in the LBC & Diamonds in the Rough el 2008.
Synyster Gates va ser també membre d'una banda de "Goblin Metal" anomenada Pinkly Smooth formada per The Rev a 2001. En aquesta banda tocava de guitarrista i se li coneixia només com Syn. Pinkly Smooth només va treure un àlbum en el 2002 anomenat Unfortunate Snort amb Bucktan Records. La banda es va prendre un descans perquè Gates i The Rev desitjaven centrar a temps complet en Avenged Sevenfold. Quan se'ls va preguntar recentment, tots dos van revelar que hi ha una nova idea del projecte que s'està planificant. Però aquest projecte mai va succeir a causa de la inesperada defunció de The Rev.

## Col·laboració en altres projectes
- Bleeding Through, "Savior, Saint, Salvation" (Cancó amb M. Shadows).
- Good Charlotte, The River (Vídeo musical i cançó amb M. Shadows).
- Burn Halo "Dirty Little Girl" (Cançó i video musical amb M. Shadows).
- Burn Halo "Anejo" (Cançó.
- Brian Haner "Blow-Up Doll" (Vídeo musical).
- The Jeff Dunham Show intro song (Amb el seu pare).
- AxeWound a "Vultures" del seu àlbum debut.
- MGK a "Save Me" del seu àlbum debut "Lace Up" (Cançó amb M. Shadows)

## Guitarres
Synyster Gates utilitza principalment guitarres Schecter.
- Schecter Synyster Gates Signature Special model amb pastilles Seymour Duncan SH-8 Invaders i Sustainiac.
- Schecter Synyster Gates Signature Custom amb pastilles Seymour Duncan SH-8 Invaders i Sustainiac
- Models de Schecter amb banderes d'Alemanya i dels Estats Units, negra amb ratlles blanques o vermelles, blanca amb ratlles daurades o negres i una amb pont Tune-O-Matic.
- Schecter Synyster Gates Custom amb les lletres "REV" en comptes de "SYN" incrustades al diapasó per al vídeo de "[[So Far Away (Cancó d'Avenged Sevenfold)|So Far Away]]".
- Prototip de Schecter Synyster Gates Custom
- Prototip Especial de la Schecter Synyster.
- Prototip Deluxe de la Schecter Synyster.
- Schecter Synyster Special
- Schecter Synyster Deluxe
- Schecter Avenger
- Schecter C-1 Classic – Blau transparent.
- Schecter Custom C-1 FR
- Schecter Hellraiser C-1 FR
- Schecter PT Fastback
- Schecter S-1 amb pastilles Seymour Duncan JB
- Schecter Banshee
- Gibson Les Paul color blanc àrtic per al vídeo de Unholy Confessions.
- Parker Fly
- Ibanez - RG Prestige
- 1957 Fender Stratocaster Deluxe (Amb pastilles Humbucker)

## Schecter Synyster Custom Electric

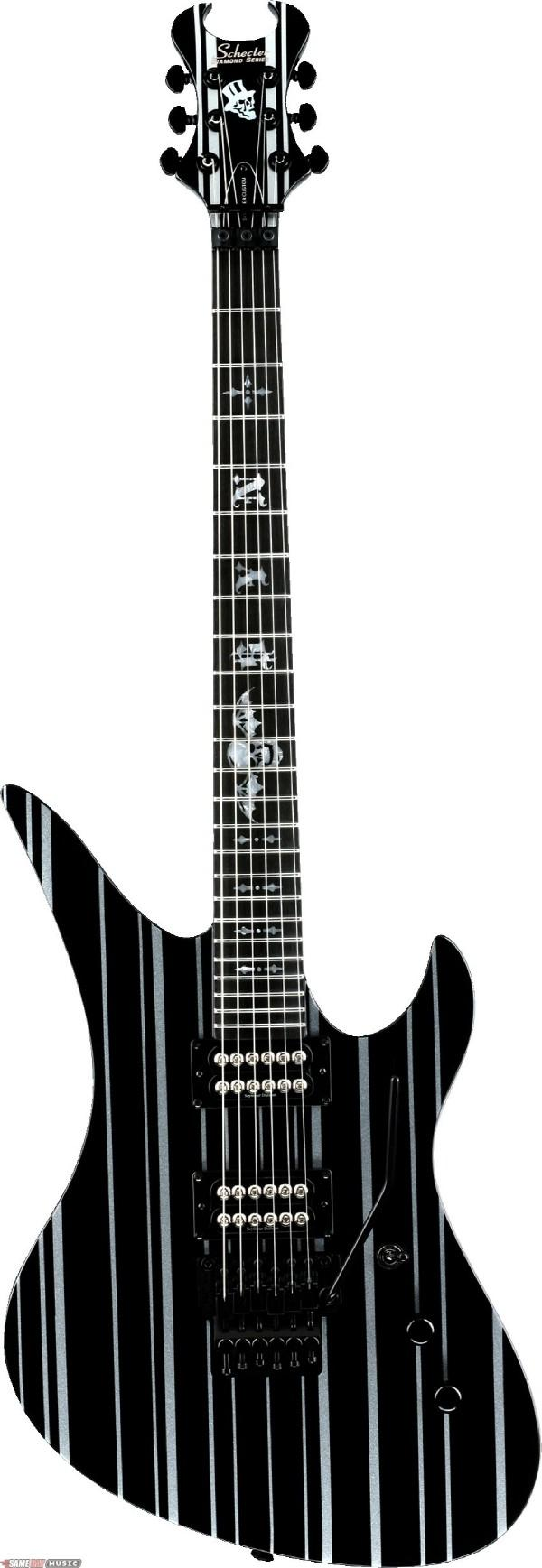
Schecter Synyster Custom Electric Guitar.

És la guitarra més distingida de Synyster i és la que més ha usat en vídeos musicals. És negra amb ratlles color platejat i té les paraules "SYN" juntament amb el logo “Deathbat” al diapasó. Va fer un model gairebé idèntic per al vídeo de " So Far Away" però va canviar la paraula "SYN" per "REV" com homenatge a The Rev.
- Construcció: Set-Neck amb la junta rebaixada.
- Màstil: 3 peces de caoba
- Escala: 25,5"
- Diapasó: Banús
- Trasts: 24 Jumbo
- Incrustacions: SYN amb el logoDeathbat al trast 12.
- Binding: Negre
- Pastilles: Seymour Duncan Invaders personalitzades
- Electrònica: Interruptor de Volum / To (Amb separació de bobines) de 3 posicions
- Pont: Floyd Rose Tremolo (Sèrie 1000)
- Afinadors: Grover Rotomatic Negres
- Herratges: Negres
- Color: Negre amb ratlles platejades

## Discografia

### Avenged Sevenfold
- Warmness On The Soul (2001)
- Sounding the Seventh Trumpet (Edició 2002)
- Waking The Fallen (2003)
- City of Evil (2005)
- All Excess (2007)
- Avenged Sevenfold (2007)
- Live in the LBC & Diamonds in the Rough (2008)
- Nightmare (2010)
- Hail to the king (2013)

### Pinkly Smooth
- Unfortunate Snort (2002)